# Autoserica seriata
Autoserica seriata är en skalbaggsart som beskrevs av Moser 1917. Autoserica seriata ingår i släktet Autoserica och familjen Melolonthidae. Inga underarter finns listade.